# Саринжипов, Аслан Бакенович
Аслан Бакенович Саринжипов (род. 17 апреля 1974 года) — казахстанский государственный, научный, общественный и политический деятель, экономист. Создатель и руководитель образовательного кластера Назарбаев Университета, бывший министр образования и науки Республики Казахстан.

## Образование
Окончил Казахский государственный экономический университет им. Т. Рыскулова (1991–1996) по специальности: экономист-международник, Университет Оклахомы (1993–1994). Выпускник Венской дипломатической академии (1997).
Проходил стажировку в институте государственной политики имени Кеннеди Гарвардского университета (2007).
Имеет степень кандидата экономических наук Казахского государственного экономического университета (2006), докторскую степень в области администрирования высшего образования Университета Пенсильвании (2013).

## Трудовая деятельность
Начал трудовую деятельность в 1996 году в Исполнительном комитете Межгосударственного совета Центральной Азии, занимая должность референта.
В 1997 году продолжил работу в Министерстве иностранных дел РК. В 1998–2002 годах работал атташе по экономическим вопросам в Посольстве РК в США, Вашингтон.
В 2002–2007 годах — координатор проектов Всемирного банка регионального офиса в Центральной Азии, департамент инфраструктуры и департамент развития финансовых рынков.
В 2007–2009 годах работал в должности заместителя председателя правления АО «Национальный аналитический центр при Правительстве и Национальном банке Республики Казахстан», курировал вопросы экономического развития, финансов и образования.
С 2009 по 2013 год был президентом Назарбаев Университета.
В 2013–2016 годах работал Министром образования и науки РК.
С 2016 года по настоящее время является председателем правления в «Назарбаев Фонде».
С 2017 года член Совета директоров First Heartland Securities, член Совета директоров ПАО «Плюс Банк» (Россия).

## Награды
- Орден «Курмет» (2012)